# Castillo de Taxis

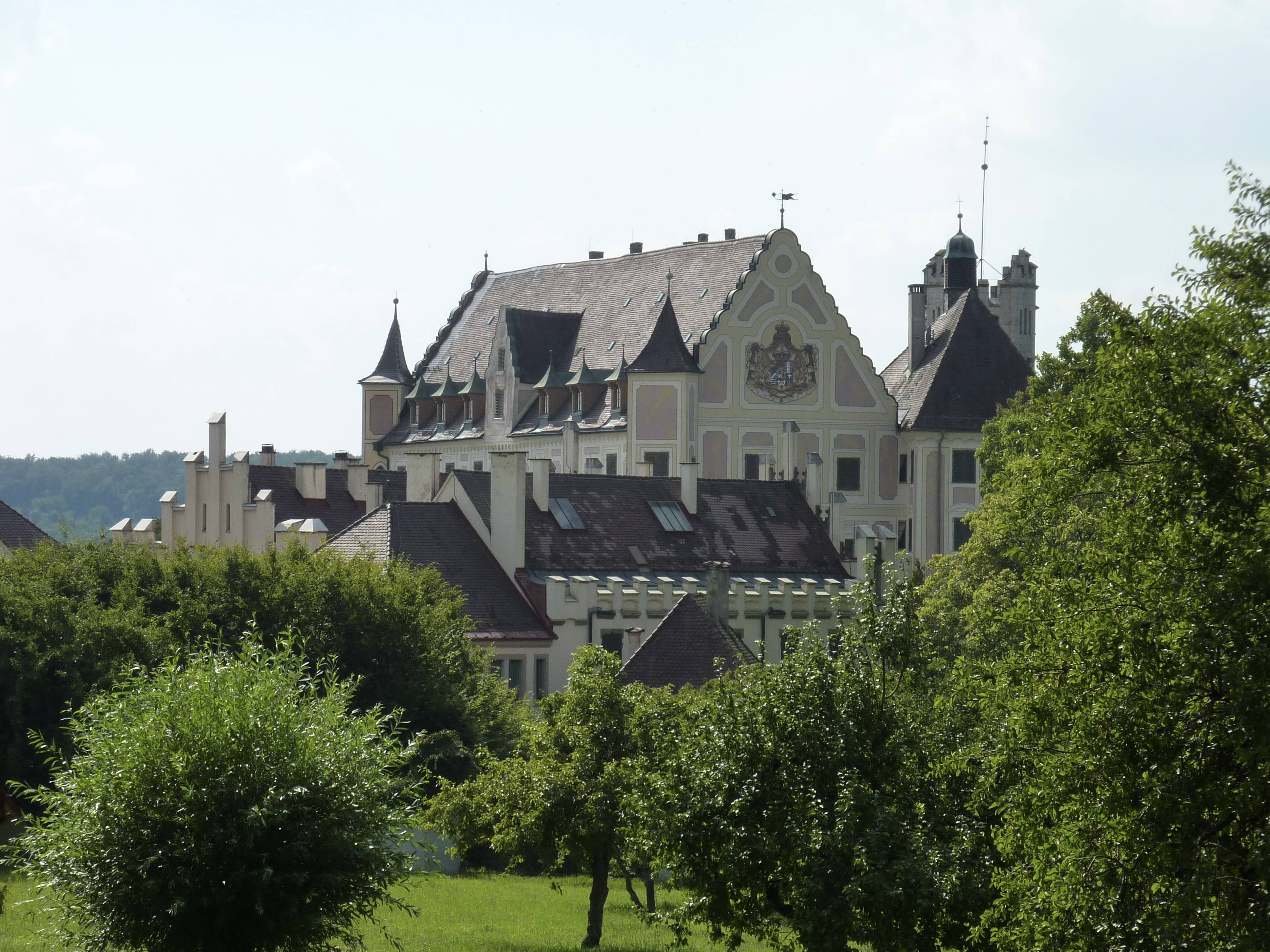
Castillo de Taxis.

El Castillo de Taxis (en alemán Schloss Taxis), originalmente conocido como Castillo de Trugenhofen (en alemán Burg Trugenhofen), es un castillo de propiedad privada en Dischingen en el distrito de Heidenheim de Baden-Württemberg en Alemania. El castillo es propiedad de la casa principesca de Thurn und Taxis y está abierto a visitantes.

## Historia
Construido originalmente en el siglo XIII para la familia von Trugenhofen, el castillo fue más tarde posesión de las familias Öttingern, Helfenstein y Katzenstein. En 1734 fue heredado por la casa principesca de Thurn y Taxis. La familia amplió el castillo medieval (Burg) en un castillo palaciego (Schloss). Además de expandir los edificios originales, fueron añadidos jardines ingleses y terrazas.